# Le bambole
Le bambole è un film in quattro episodi del 1965 diretti da Dino Risi, Luigi Comencini, Franco Rossi e Mauro Bolognini.

## Trama
Film a sketch in cui si raccontano storie di amori, tradimenti e litigi.

### La telefonata
- Regia: Dino Risi
- Sceneggiatura: Rodolfo Sonego

Giorgio e Luisa sono giovani sposi innamoratissimi. In un caldo pomeriggio estivo Giorgio cerca di convincere la moglie a fare l'amore, ma i preliminari sono interrotti da una telefonata della madre di lei. Luisa, malgrado le proteste di Giorgio, resta a lungo a chiacchierare con la madre, passando da argomenti futili a discussioni risentite (e dalla telefonata si deduce la scarsa opinione che la suocera ha del genero). Giorgio adocchia nel palazzo di fronte la nuova inquilina, una ragazza procace e, stando alle voci che gli sono giunte, molto disinibita, e si finge un venditore di enciclopedie per entrare nel suo appartamento. Luisa, senza accorgersi di nulla, continua la telefonata.

### Il trattamento di eugenetica
- Regia: Luigi Comencini
- Soggetto: Luciano Salce e Steno
- Sceneggiatura: Tullio Pinelli

Ulla è una ragazza tedesca dalle idee molto chiare: non crede nell'amore e nel sentimento, non desidera sposarsi per non perdere la sua indipendenza, ma vorrebbe un figlio con un perfetto esemplare di maschio latino. Per questo passa un periodo di tempo a Roma sottoponendo tutti gli uomini che incontra a esami di ogni tipo. Finirà però per sposare il suo autista, uomo simpatico ma ben lontano dai suoi ideali fisici e intellettivi, e per diventare una classica madre di famiglia italiana.

### La minestra
- Regia: Franco Rossi
- Soggetto: Rodolfo Sonego
- Sceneggiatura: Luigi Magni

Giovanna, borgatara romana, è sposata infelicemente con Alfonso, uomo rozzo, manesco e più vecchio di lei, e progetta di ucciderlo gettandolo in un canale per rifarsi una vita. Incarica dell'omicidio prima un vecchio camionista, che fallisce nell'intento; poi assolda dei criminali specializzati, che dopo aver incassato un congruo anticipo vengono meno all'accordo; anche l'amante di Giovanna per errore getta lei stessa nel canale invece di Alfonso, e la donna si salva per miracolo. Giovanna è costretta a tornare a mangiare la solita minestra con il marito e a sopportare gli sgradevoli rumori che lui produce sorbendola

### Monsignor Cupido
- Regia: Mauro Bolognini
- Sceneggiatura: Leonardo Benvenuti e Piero De Bernardi, da una novella di Boccaccio (Decameron, Terza giornata, terza novella[2])

Un Monsignore veneto si reca a un convegno a Roma accompagnato dal nipote Vincenzo, un bel giovane timido che lavora come segretario dello zio. Nell'albergo in cui alloggiano, Beatrice, la moglie del proprietario, si incapriccia del ragazzo e cerca di sedurlo in ogni modo, ma Vincenzo sembra indifferente al suo fascino. Beatrice, pur di farsi notare, protesta vivamente col monsignore, lamentandosi di presunte molestie nei suoi confronti da parte del nipote. Vincenzo inizialmente rimane sconcertato di fronte alle ramanzine dello zio, ma a poco a poco finisce per sentirsi attratto dalla donna, finché Beatrice riesce nel suo proposito senza che il monsignore sospetti nulla.

## Distribuzione
Il film, vietato ai minori di diciotto anni, fu denunciato per oscenità a causa del I e del IV episodio. Il 5 ottobre 1966 Gina Lollobrigida e Jean Sorel, insieme con il regista Mauro Bolognini e il produttore Gianni Hecht Lucari, vennero condannati a due mesi di reclusione e a 30000 lire di multa per oscenità e offesa del comune senso del pudore.